# تیتلینگ
تیتلینگ (به آلمانی: Tittling) یک شهر در آلمان است که در بایرن واقع شده‌است.

## خصوصیات
تیتلینگ ۲۰٫۷۹ کیلومترمربع مساحت دارد ۵۴۰ متر بالاتر از سطح دریا واقع شده‌است.